# Iocenes
Iocenes é um género botânico pertencente à família Asteraceae.
A espécie tipo é Iocenes acanthifolius (Hombron et Jacquinot) B. Nordenstam.